# Championnats panaméricains de cyclisme sur piste de 2021
Navigation
Championnats panaméricains 2019 Championnats panaméricains 2022
Les championnats panaméricains de cyclisme sur piste de 2021 ont lieu  du 23 au 29 juin 2021 au Velódromo de la Villa Deportiva Nacional de Lima, au Pérou.
C'est la première fois que le Pérou accueille ces championnats.

## Podiums
| Épreuves                | Or                                                                     | Argent                                                                | Bronze                                                                |
| ----------------------- | ---------------------------------------------------------------------- | --------------------------------------------------------------------- | --------------------------------------------------------------------- |
| Compétitions masculines |                                                                        |                                                                       |                                                                       |
| Kilomètre               | Kevin Quintero                                                         | Santiago Ramírez                                                      | Juan Carlos Ruiz                                                      |
| Keirin                  | Kevin Quintero                                                         | Santiago Ramírez                                                      | Njisane Phillip                                                       |
| Vitesse individuelle    | Kevin Quintero                                                         | Santiago Ramírez                                                      | Edgar Verdugo                                                         |
| Vitesse par équipes     | Colombie Rubén Darío Murillo Kevin Quintero Santiago Ramírez           | Trinité-et-Tobago Keron Bramble Njisane Phillip Zion Pulido           | Argentine Leandro Bottasso Franco Victorio Lucas Vilar                |
| Poursuite individuelle  | Brayan Sánchez                                                         | Bryan Gómez                                                           | Edibaldo Maldonado                                                    |
| Poursuite par équipes   | Colombie Juan Esteban Arango Julián Osorio Jordan Parra Brayan Sánchez | Mexique Tomás Aguirre Edibaldo Maldonado Ricardo Peña Jorge Peyrot    | Argentine Tomás Contte Juan Ignacio Curuchet Lukas Dundic Rubén Ramos |
| Course aux points       | Bryan Gómez                                                            | Felipe Peñaloza                                                       | Robert Sierra                                                         |
| Américaine              | Mexique José Ramón Muñiz Jorge Peyrot                                  | Colombie Juan Esteban Arango Brayan Sánchez                           | Chili Felipe Peñaloza Antonio Cabrera                                 |
| Scratch                 | Akil Campbell                                                          | Jamol Eastmond                                                        | Julio Padilla                                                         |
| Omnium                  | Ricardo Peña                                                           | Juan Esteban Arango                                                   | Tomás Contte                                                          |
| Course à l'élimination  | Jordan Parra                                                           | Juan Ignacio Curuchet                                                 | Cristian Arriagada                                                    |
| Compétitions féminines  |                                                                        |                                                                       |                                                                       |
| 500 mètres              | Martha Bayona                                                          | Natalia Vera                                                          | Marianis Salazar                                                      |
| Keirin                  | Yuli Verdugo                                                           | Martha Bayona                                                         | Juliana Gaviria                                                       |
| Vitesse individuelle    | Martha Bayona                                                          | Yuli Verdugo                                                          | Juliana Gaviria                                                       |
| Vitesse par équipes     | Colombie Martha Bayona Juliana Gaviria Yarli Mosquera                  | Mexique Sofía Martínez Melanie Ramírez Yuli Verdugo                   | Argentine Valentina Luna Milagros Sanabria Natalia Vera               |
| Poursuite individuelle  | Marcela Hernández                                                      | Yareli Acevedo                                                        | Jessica Parra                                                         |
| Poursuite par équipes   | Colombie Tatiana Dueñas Marcela Hernández Jessica Parra Lina Rojas     | Mexique Yareli Acevedo Sofía Arreola Romina Hinojosa Victoria Velasco | Chili Daniela Guajardo Paola Muñoz Aranza Villalón Paula Villalón     |
| Course aux points       | Yareli Acevedo                                                         | Maggie Coles-Lyster                                                   | Amber Joseph                                                          |
| Américaine              | Mexique Yareli Acevedo Victoria Velasco                                | Colombie Tatiana Dueñas Jessica Parra                                 | Équateur Dayana Aguilar Miryam Núñez                                  |
| Scratch                 | Amber Joseph                                                           | Victoria Velasco                                                      | Alexi Costa                                                           |
| Omnium                  | Marcela Hernández                                                      | Maggie Coles-Lyster                                                   | Victoria Velasco                                                      |
| Course à l'élimination  | Marcela Hernández                                                      | Maggie Coles-Lyster                                                   | Sofía Arreola                                                         |

## Tableau des médailles
| Rang  | Nation            | Or | Argent | Bronze | Total |
| ----- | ----------------- | -- | ------ | ------ | ----- |
| 1     | Colombie          | 15 | 8      | 4      | 27    |
| 2     | Mexique           | 5  | 6      | 5      | 16    |
| 3     | Trinité-et-Tobago | 1  | 1      | 2      | 4     |
| 4     | Barbade           | 1  | 1      | 1      | 3     |
| 5     | Canada            | 0  | 3      | 0      | 3     |
| 6     | Argentine         | 0  | 2      | 4      | 6     |
| 7     | Chili             | 0  | 1      | 3      | 4     |
| 8     | Équateur          | 0  | 0      | 1      | 1     |
| 8     | Guatemala         | 0  | 0      | 1      | 1     |
| 8     | Venezuela         | 0  | 0      | 1      | 1     |
| Total | Total             | 22 | 22     | 22     | 66    |